# Сенон, Кевин
Ке́вин Андре́с Сено́н (исп. Kevin Andrés Zenón; род. 30 июля 2001, Гойя, Корриентес) — аргентинский футболист, полузащитник клуба «Бока Хуниорс». Участник Олимпийских игр 2024 в Париже. 

## Клубная карьера
Сенон — воспитанник клубов «Сентраль Гойя», «Уракан Гойя», «Сан-Рамон Гойя» и «Унион Санта-Фе». 1 ноября 2020 года в матче против «Арсенала Саранди» он дебютировал в аргентинской Примере в составе последнего. 2 мая 2021 года в поединке против «Дефенса и Хустисия» Кевин забил свой первый гол за «Унион Санта-Фе». 27 мая 2022 года в матче Южноамериканского кубка против колумбийского «Атлетико Хуниор» он забил гол. В начале 2024 года Сенон перешёл в «Бока Хуниорс». 27 января в матче против «Платенсе» он дебютировал за новую команду. 14 февраля в поединке против «Сентраль Кордова» Кевин забил свой первый гол за «Бока Хуниорс». 

## Международная карьера
В 2024 году Сенон в составе олимпийской сборной Аргентины принял участие в Олимпийских играх в Париже. На турнире он сыграл в матчах против команд Марокко, Ирака, Украины и Франции.